# Jan Marcell
Jan Marcell (* 4. června 1985 Brno, Československo) je bývalý český atlet, diskař a koulař. K jeho největším úspěchům patří stříbrná medaile v hodu diskem z mistrovství Evropy sportovců do 23 let z roku 2007 nebo 6. místo ve vrhu koulí na mistrovství Evropy v roce 2014. V roce 2008 reprezentoval Českou republiku na olympijských hrách v Pekingu, kde obsadil 16. místo. V září roku 2009 si v polské Opoli výrazně vylepšil osobní rekord až na hodnotu 64,83 metru. Ten pak dále vylepšil na v současnosti platných 66,00 m.
V srpnu roku 2011 byl prvním nepostupujícím v kvalifikaci na finále MS v Tegu výkonem 62,28 m. Ve vrhu koulí pak o pár dní později skončil v kvalifikaci výkonem 19,51 m.

## Osobní rekordy
- Vrh koulí 20,71 m v hale (2015); 20,93 m venku – Ústí nad Labem (2014).[3]
- Hod diskem 66,00 m Brno (2011)[4]

## Úspěchy

### Olympijské hry
- LOH 2008 Peking – 16. místo v hodu diskem (59.52)

### Mistrovství světa juniorů
- 2004 Grosseto – 16. místo vrh koulí (16.64)

### Mistrovství Evropy do 23 let
- 2007 Debrecen – 2. místo v hodu diskem (58.48)